# Horts de la Font del Cabrer
Els Horts de la Font del Cabrer és una petita partida rural del terme municipal de Conca de Dalt, a l'antic terme d'Hortoneda de la Conca), al Pallars Jussà. És en territori del poble d'Hortoneda.
Estan situats a l'oest-nord-oest d'Hortoneda, al nord del Tros Pla i de la Carretera d'Hortoneda, a migdia dels Serrats, al sud-oest de l'Horta d'Hortoneda i al nord-est de la Font de l'Era.
Consta de 0,6179 hectàrees de pastures.